# Тірімія
Тірімія (рум. Tirimia) — село у повіті Муреш в Румунії. Входить до складу комуни Георге-Дожа.
Село розташоване на відстані 256 км на північний захід від Бухареста, 12 км на південний захід від Тиргу-Муреша, 77 км на південний схід від Клуж-Напоки, 123 км на північний захід від Брашова.

## Населення
За даними перепису населення 2002 року у селі проживали 826 осіб.
Національний склад населення села:
| Національність | Кількість осіб | Відсоток |
| -------------- | -------------- | -------- |
| румуни         | 544            | 65,9%    |
| угорці         | 196            | 23,7%    |
| цигани         | 85             | 10,3%    |

Рідною мовою назвали:
| Мова      | Кількість осіб | Відсоток |
| --------- | -------------- | -------- |
| румунська | 582            | 70,5%    |
| угорська  | 195            | 23,6%    |
| циганська | 49             | 5,9%     |